# Sardegna Open 2023
Il Sardegna Open 2023 è stato un torneo maschile di tennis giocato sulla terra rossa. È stata la 3ª edizione del torneo, facente parte della categoria Challenger 175 nell'ambito dell'ATP Challenger Tour 2023. Si è giocato al Complesso tennistico Monte Urpinu di Cagliari, in Italia, dal 1 al 7 maggio 2023.

## Partecipanti

### Teste di serie
| Nazionalità | Giocatore          | Ranking* | Testa di serie |
| ----------- | ------------------ | -------- | -------------- |
| Giappone    | Yoshihito Nishioka | 34       | 1              |
| Stati Uniti | Ben Shelton        | 38       | 2              |
| Stati Uniti | Mackenzie McDonald | 54       | 3              |
| Serbia      | Laslo Đere         | 70       | 4              |
| Argentina   | Diego Schwartzman  | 72       | 5              |
| Francia     | Ugo Humbert        | 77       | 6              |
| Italia      | Marco Cecchinato   | 85       | 7              |
| Brasile     | Thiago Monteiro    | 97       | 8              |

* Ranking al 24 aprile 2023.

### Altri partecipanti
I seguenti giocatori hanno ricevuto una wild card per il tabellone principale:
- Flavio Cobolli
- Francesco Maestrelli
- Andrea Vavassori

I seguenti giocatori sono entrati in tabellone come alternate:
- Mattia Bellucci
- Jozef Kovalík
- Fábián Marozsán
- Luca Nardi

I seguenti giocatori sono passati dalle qualificazioni:
- Stefano Travaglia
- Alessandro Giannessi
- Steven Diez
- Gianluca Mager

Il seguente giocatore è entrato in tabellone come lucky loser:
- Andrea Pellegrino

## Punti e montepremi
| Torneo    | Torneo              | V      | F      | SF    | QF    | 2T    | 1T    | Q | Q2  | Q1  |
| Singolare | Punti               | 175    | 100    | 60    | 32    | 15    | 0     | 6 | 3   | 0   |
| Singolare | Premi in denaro (€) | 27,155 | 16,000 | 9,450 | 5,500 | 3,240 | 1,950 | – | 980 | 490 |
| Doppio    | Punti               | 175    | 100    | 60    | 32    | –     | 0     | – | –   | –   |
| Doppio    | Premi in denaro (€) | 11,680 | 6,775  | 4,065 | 2,410 | –     | 1,355 | – | –   | –   |

## Campioni

### Singolare
Ugo Humbert ha sconfitto in finale  Laslo Đere con il punteggio di 4–6, 7–5, 6–4.

### Doppio
Alexander Erler /  Lucas Miedler hanno sconfitto in finale  Máximo González /  Andrés Molteni con il punteggio di 7–6(6), 6–3.